# Grand Prix Koreje 2012
Grand Prix Koreje 2012 (oficiálně 2012 Formula 1 Korean Grand Prix) se jela na trati Korean International Circuit v Koreji dne 14. října 2012. Závod byl šestnáctým v pořadí v sezóně 2012 šampionátu Formule 1.

## Kvalifikace
| Poř.                       | No. | Jezdec             | Konstruktér          | Časy v kvalifikaci | Časy v kvalifikaci | Časy v kvalifikaci | Pořadí na startu |
| Poř.                       | No. | Jezdec             | Konstruktér          | Q1                 | Q2                 | Q3                 | Pořadí na startu |
| -------------------------- | --- | ------------------ | -------------------- | ------------------ | ------------------ | ------------------ | ---------------- |
| 1                          | 2   | Mark Webber        | Red Bull-Renault     | 1:38.397           | 1:38.220           | 1:37.242           | 1                |
| 2                          | 1   | Sebastian Vettel   | Red Bull-Renault     | 1:38.208           | 1:37.767           | 1:37.316           | 2                |
| 3                          | 4   | Lewis Hamilton     | McLaren-Mercedes     | 1:39.180           | 1:38.000           | 1:37.469           | 3                |
| 4                          | 5   | Fernando Alonso    | Ferrari              | 1:39.144           | 1:37.987           | 1:37.534           | 4                |
| 5                          | 9   | Kimi Räikkönen     | Lotus-Renault        | 1:38.887           | 1:38.227           | 1:37.625           | 5                |
| 6                          | 6   | Felipe Massa       | Ferrari              | 1:38.937           | 1:38.253           | 1:37.884           | 6                |
| 7                          | 10  | Romain Grosjean    | Lotus-Renault        | 1:38.863           | 1:38.275           | 1:37.934           | 7                |
| 8                          | 12  | Nico Hülkenberg    | Force India-Mercedes | 1:38.981           | 1:38.428           | 1:38.266           | 8                |
| 9                          | 8   | Nico Rosberg       | Mercedes             | 1:38.999           | 1:38.417           | 1:38.361           | 9                |
| 10                         | 7   | Michael Schumacher | Mercedes             | 1:38.808           | 1:38.436           | 1:38.513           | 10               |
| 11                         | 3   | Jenson Button      | McLaren-Mercedes     | 1:38.615           | 1:38.441           |                    | 11               |
| 12                         | 15  | Sergio Pérez       | Sauber-Ferrari       | 1:38.630           | 1:38.460           |                    | 12               |
| 13                         | 14  | Kamui Kobajaši     | Sauber-Ferrari       | 1:38.719           | 1:38.594           |                    | 13               |
| 14                         | 11  | Paul di Resta      | Force India-Mercedes | 1:38.942           | 1:38.643           |                    | 14               |
| 15                         | 18  | Pastor Maldonado   | Williams-Renault     | 1:39.024           | 1:38.725           |                    | 15               |
| 16                         | 16  | Daniel Ricciardo   | Toro Rosso-Ferrari   | 1:38.784           | 1:39.084           |                    | 21               |
| 17                         | 17  | Jean-Éric Vergne   | Toro Rosso-Ferrari   | 1:38.774           | 1:39.340           |                    | 16               |
| 18                         | 19  | Bruno Senna        | Williams-Renault     | 1:39.443           |                    |                    | 17               |
| 19                         | 21  | Vitalij Petrov     | Caterham-Renault     | 1:40.207           |                    |                    | 18               |
| 20                         | 20  | Heikki Kovalainen  | Caterham-Renault     | 1:40.333           |                    |                    | 19               |
| 21                         | 25  | Charles Pic        | Marussia-Cosworth    | 1:41.317           |                    |                    | 24               |
| 22                         | 24  | Timo Glock         | Marussia-Cosworth    | 1:41.371           |                    |                    | 20               |
| 23                         | 22  | Pedro de la Rosa   | HRT-Cosworth         | 1:42.881           |                    |                    | 22               |
| 107% času vítěze: 1:45.082 |     |                    |                      |                    |                    |                    |                  |
| —                          | 23  | Narain Karthikeyan | HRT-Cosworth         | Bez času           |                    |                    | 23               |
| Zdroj:                     |     |                    |                      |                    |                    |                    |                  |

Poznámky
1. ↑  Daniel Ricciardo obdržel trest posunu o 5 míst vzad za neplánovanou výměnu převodovky.
2. ↑  Charles Pic obdržel trest posunu o 10 míst vzad za překročení počtu povolených pohonných jednotek.
3. ↑  Narain Karthikeyan nezaznamenal čas, kterým by se kvalifikoval ve 107 % času vítěze. Start mu byl povolen sportovními komisaři.

## Závod
| Poř.   | No. | Jezdec             | Konstruktér          | Počet kol | Čas/Odstoupení      | Pořadí na startu | Body |
| ------ | --- | ------------------ | -------------------- | --------- | ------------------- | ---------------- | ---- |
| 1      | 1   | Sebastian Vettel   | Red Bull-Renault     | 55        | 1:36:28.651         | 2                | 25   |
| 2      | 2   | Mark Webber        | Red Bull-Renault     | 55        | +8.231              | 1                | 18   |
| 3      | 5   | Fernando Alonso    | Ferrari              | 55        | +13.944             | 4                | 15   |
| 4      | 6   | Felipe Massa       | Ferrari              | 55        | +20.168             | 6                | 12   |
| 5      | 9   | Kimi Räikkönen     | Lotus-Renault        | 55        | +36.739             | 5                | 10   |
| 6      | 12  | Nico Hülkenberg    | Force India-Mercedes | 55        | +45.301             | 8                | 8    |
| 7      | 10  | Romain Grosjean    | Lotus-Renault        | 55        | +54.812             | 7                | 6    |
| 8      | 17  | Jean-Éric Vergne   | Toro Rosso-Ferrari   | 55        | +1:09.589           | 16               | 4    |
| 9      | 16  | Daniel Ricciardo   | Toro Rosso-Ferrari   | 55        | +1:11.787           | 21               | 2    |
| 10     | 4   | Lewis Hamilton     | McLaren-Mercedes     | 55        | +1:19.692           | 3                | 1    |
| 11     | 15  | Sergio Pérez       | Sauber-Ferrari       | 55        | +1:20.062           | 12               |      |
| 12     | 11  | Paul di Resta      | Force India-Mercedes | 55        | +1:24.448           | 14               |      |
| 13     | 7   | Michael Schumacher | Mercedes             | 55        | +1:29.241           | 10               |      |
| 14     | 18  | Pastor Maldonado   | Williams-Renault     | 55        | +1:34.924           | 15               |      |
| 15     | 19  | Bruno Senna        | Williams-Renault     | 55        | +1:36.902           | 17               |      |
| 16     | 21  | Vitalij Petrov     | Caterham-Renault     | 54        | +1 kolo             | 18               |      |
| 17     | 20  | Heikki Kovalainen  | Caterham-Renault     | 54        | +1 kolo             | 19               |      |
| 18     | 24  | Timo Glock         | Marussia-Cosworth    | 54        | +1 kolo             | 20               |      |
| 19     | 25  | Charles Pic        | Marussia-Cosworth    | 53        | +2 kola             | 24               |      |
| 20     | 23  | Narain Karthikeyan | HRT-Cosworth         | 53        | +2 kola             | 23               |      |
| Ret    | 22  | Pedro de la Rosa   | HRT-Cosworth         | 16        | Plyn                | 22               |      |
| Ret    | 14  | Kamui Kobajaši     | Sauber-Ferrari       | 16        | Poškození po kolizi | 13               |      |
| Ret    | 8   | Nico Rosberg       | Mercedes             | 1         | Poškození po kolizi | 9                |      |
| Ret    | 3   | Jenson Button      | McLaren-Mercedes     | 0         | Kolize              | 11               |      |
| Zdroj: |     |                    |                      |           |                     |                  |      |

## Průběžné pořadí po závodě
Pohár jezdců
|   | Pořadí | Jezdec           | Body |
| - | ------ | ---------------- | ---- |
| 1 | 1      | Sebastian Vettel | 215  |
| 1 | 2      | Fernando Alonso  | 209  |
|   | 3      | Kimi Räikkönen   | 167  |
|   | 4      | Lewis Hamilton   | 153  |
|   | 5      | Mark Webber      | 152  |

Pohár konstruktérů
|   | Pořadí | Konstruktér      | Body |
| - | ------ | ---------------- | ---- |
|   | 1      | Red Bull-Renault | 367  |
| 1 | 2      | Ferrari          | 290  |
| 1 | 3      | McLaren-Mercedes | 284  |
|   | 4      | Lotus-Renault    | 255  |
|   | 5      | Mercedes         | 136  |